# 白井吾士矛
白井 吾士矛（しらい あとむ、1995年11月1日 - ）は、ジャパンラグビーリーグワンヤクルトレビンズ戸田に所属するラグビーユニオン選手。

## プロフィール
- 神奈川県横浜市出身[1]。
- ポジションはセンター(CTB)。
- 身長 172cm、体重 92kg
- ニックネームはアトム。

## 略歴
小学4年生からラグビーを始めた。
2014年、桐蔭学園高校卒業後、中央大学に入る。なお桐蔭学園高校時代、高校日本代表候補に選ばれたことがある。 
2018年、中央大学卒業後、ヤマハ発動機ジュビロ(現・静岡ブルーレヴズ)に加入。 
2021年4月3日に行われたジャパンラグビートップリーグ第6節NTTドコモレッドハリケーンズ戦にて先発出場で公式戦初出場を果たした。
2023年1月7日、リーグワンDIVISION1の2022-23シーズン第3節で東芝ブレイブルーパス東京戦に出場、リーグワン初キャップを得た。
2023-24シーズンから、ヤクルトレビンズ(現・ヤクルトレビンズ戸田)に入部。
2023年9月9日、トップイーストリーグAグループのセコムラガッツ戦で「プレーヤー・オブ・ザ・マッチ」に選ばれる。